# Domizio Calderini
Domizio Calderini (* 1446 in Torri del Benaco bei Verona; † zwischen Januar und Mai 1478 in Rom) war ein italienischer Humanist. Der streitbare Publizist des Renaissance-Humanismus gehörte zu den bedeutendsten Kommentatoren antiker lateinischer Autoren.
Neben seinem latinisierten Namen Calderinus wurden diverse Varianten verwendet, darunter de Calderiis, kombiniert mit Domitius oder auch Dominicus als Vorname.

## Leben, Leistungen und Wirkung

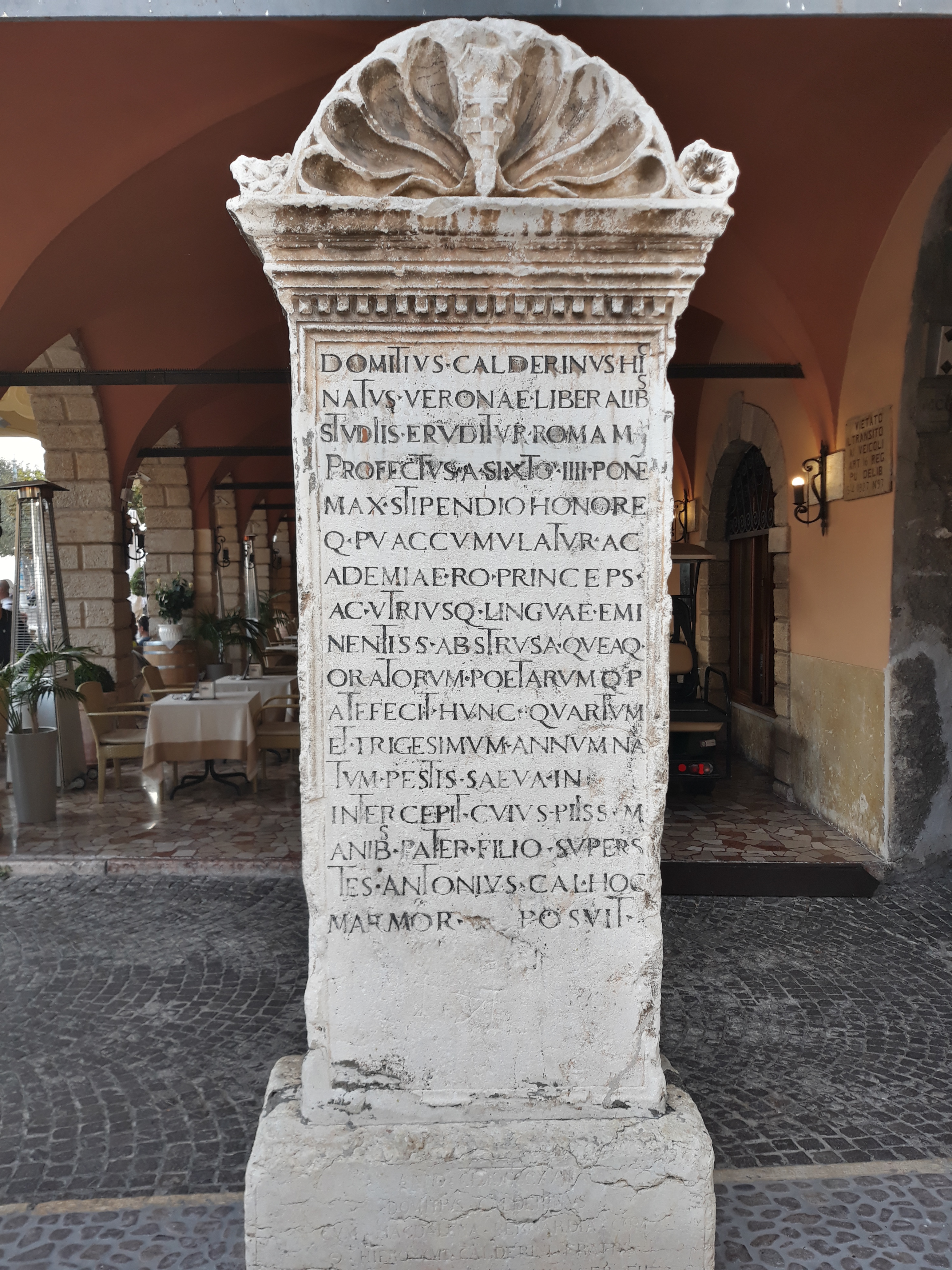
Gedenkstein mit Inschrift in Calderinis Geburtsort Torri del Benaco

Calderini erhielt bei Antonio Brognoligo in Verona Grammatikunterricht, wohl 1464 ging er nach Venedig, um bei Benedetto Brugnoli zu lernen. Zwei Jahre später übersiedelte er nach Rom und wurde Sekretär beim Kardinal und bedeutenden Gräzisten Bessarion. Daneben lehrte er am Studio Romano (Studium urbis). 1470 wurde er dort Professor für Rhetorik und Griechisch, in seinen Vorlesungen behandelte er wahrscheinlich vorrangig die Autoren, mit denen er sich jeweils gerade beschäftigte. Damit war er einer der ersten Forscher, die Forschung und Lehre direkt miteinander verbanden, seine Kommentare der Werke sind umgearbeitete Vorlesungen. Zu seinen Schülern gehörten Aldus Manutius und Marcantonio Sabellico. 1471 wurde er zudem apostolischer Sekretär. 1472 begleitete er Bessarion bei dessen Reise nach Frankreich, auf der dieser starb. Anschließend kehrte er nach Rom zurück. 1473 reiste er nach Florenz, wo er den noch jungen Angelo Poliziano kennen lernte, mit dem er später häufig im Streit lag. Poliziano entwickelte seine Methode durch die Auseinandersetzung mit Calderini. 1476 reiste er nach Avignon und starb zwei Jahre später in Rom an der Pest.
Die größte Bedeutung erlangte Calderini als Kommentator der Autoren der sogenannten „Silbernen Latinität“. Trotz kritisierter Mängel im Detail war es meist die erste kritische Auseinandersetzung mit den Werken der einschlägigen Autoren, die große Wirkung auf spätere Forscher hatte. Calderini haderte dabei oft mit den schlechten frühen Drucken dieser Werke, weshalb er immer wieder den Wert der alten Handschriften betonte. Selbst versuchte er fragliche Stellen auszugleichen, indem er auf seine Kenntnisse der griechischen Sprache und Autoren zurückgriff. Seine Appendix ex tertio libro observationum aus dem Jahr 1475 gilt als der Prototyp von Kommentaren zu bestimmten Stellen von antiken Werken; Poliziano führte sie mit seinen Miscellanea zum Höhepunkt. Trotz mancher Fehler waren die Ergebnisse seiner Arbeit in Anbetracht der zu seinen Lebzeiten zur Verfügung stehenden Mittel beachtenswert und vorbildlich.

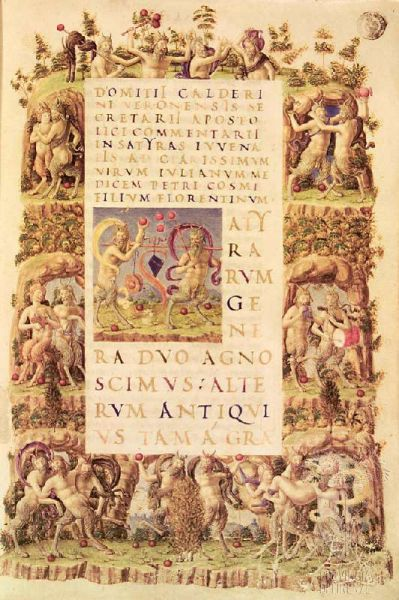
Frontispiz des Juvenal-Kommentars Calderinis aus dem Jahr 1475 mit Buchmalereien von Lauro Padovano und Bartolomeo Sanvito. Biblioteca Medicea Laurenziana, Florenz, ms. 53.2, fol. 5r.

1473 veröffentlichte Calderini noch handschriftlich seinen Kommentar zu den Epigrammen Martials, ein Jahr später erschien der Kommentar im Druck. Er stand in direkter Konkurrenz zum etwa gleichzeitig veröffentlichten Kommentar von Niccolò Perotti. Sowohl dieser als auch Giorgio Merula und Poliziano kritisierten Calderinis Kommentar scharf. Polizianos Kritik führte wohl zum Ende des guten Verhältnisses der beiden. Mit Perotti begann Calderini danach eine regelrechte Fehde. Er kritisierte verschiedene der Lesarten der Naturalis historia des älteren Plinius in den Kommentaren Perottis. Zudem gab er ihm in seinen Schriften den Namen Broteas, den Namen des hässlichen Sohns des Gottes Vulcanus, der ob seiner eigenen Hässlichkeit den Tod im Feuer suchte. 1474 veröffentlichte Calderini seinen Kommentar zu Ovids Ibis und schloss den Kommentar zu Juvenal ab, der im Jahr darauf gedruckt erschien. Dem Juvenal-Kommentar gab er einen weiteren polemischen Angriff auf Perotti, Defensio adversus Brotheum, bei. Daraufhin wurde der Kommentar stark von Perotti und auch von Angelo Sabino angegangen.
1475 veröffentlichte Calderini mehrere kürzere Kommentare in einem Sammelband (zu Silvae des Statius, dem Sappho-Brief Ovids sowie einigen Stellen bei Properz). Zudem gab er dem Band eine Appendix aus seinem dritten Buch der Observationes bei. Die Observationes sollten in ihrem ersten Band mehrere Stellen aus der Naturgeschichte des Plinius erhalten, ein zweiter Band fragwürdige Lesungen in der Dichtung, im dritten Band in der Prosa. Allerdings schaffte er es nur, 15 Kapitel davon zu publizieren, die sowohl Dichter als auch Prosaschriftsteller behandelten. Bis zu seinem Tod konnte er das Vorhaben nicht abschließen. Weitere Kommentare verfasste er unter anderem zu Gedichten aus der Appendix Vergiliana, zu den Atticus-Briefen und De officiis Ciceros, Sueton, Silius Italicus, Ovids Fasten. Nicht alle der Kommentare waren bei Calderinis frühem Tod fertiggestellt, einige gingen auch verloren. Zudem ist heute nicht mehr immer ganz klar, welche seiner vielen Ankündigungen von Kommentaren er wirklich umsetzte.
Bei einem Teil der Declamationes maiores des Pseudo-Quintilian betätigte er sich als Herausgeber des Textes und hatte angekündigt, den ganzen Text publizieren zu wollen. Neben den lateinischen Werken widmete er sich auch den griechischen Autoren. So überarbeitete er die Übersetzung der Kosmographia des Claudius Ptolemäus durch Jacopo d’Angelo (um 1360–1410) und begann eine Übersetzung des Werkes des Pausanias ins Lateinische, vor deren Beendigung er starb.
Trotz der Angriffe durch einige andere Humanisten blieben viele der Kommentare Calderinis einflussreich und noch längere Zeit über seinen Tod hinaus in Benutzung. Etwa der Kommentar zu Statius’ Silvae wurde noch häufiger aufgelegt und auch der zur Appendix Vergiliana wurde gemeinsam mit anderen Kommentaren noch mehrfach in den Opera Virgiliana gedruckt.

## Schriften (Auswahl)
- Commentarii in Martialem. Venedig 1474.
- Commentarii in Ibyn Ovidii. Rom 1474.
- Commentarii in Iuvenalem. Venedig 1475.
- Sylvarum Statii Papinii libros quinque a se emendatos. Commentarios quos in Silvas composuit. Commentariolos in Sappho Ovidii quos edidit. Propertii loca obscura a se elucubrata. Rom 1475.